# Brother Jack Meets the Boss
Brother Jack Meets the Boss è un album di Gene Ammons e Jack McDuff, pubblicato dalla Prestige Records nel 1962. I brani furono registrati il 23 gennaio 1962 al Van Gelder Studio di Englewood Cliffs, New Jersey (Stati Uniti).

## Tracce
Lato A
1. Watch Out – 5:08 (Jack McDuff)
2. Strollin' – 6:14 (Horace Silver)
3. Mellow Gravy – 5:00 (Jack McDuff)

Lato B
1. Cristopher Columbus – 6:22 (Andy Razaf, Leon Chu Berry)
2. Buzzin' Round – 6:12 (Jack McDuff, Michael Edwards)
3. Mr. Clean – 7:57 (Eddie Cleanhead Vinson)

Edizione CD del 1995, pubblicato dalla Original Jazz Classics Records
1. Watch Out – 5:08 (Jack McDuff)
2. Strollin' – 6:14 (Horace Silver)
3. Mellow Gravy – 5:00 (Jack McDuff)
4. Christopher Columbus – 6:22 (Andy Razaf, Leon Chu Berry)
5. Buzzin' Round – 6:12 (Jack McDuff, Michael Edwards)
6. Mr. Clean – 7:57 (Eddie Cleanhead Vinson)
7. Ballad for Baby – 6:10 – Bonus Track[4]

- Brano 7 registrato il 23 gennaio 1962 al Van Gelder Studio, Englewood Cliffs (New Jersey)

## Musicisti
- Gene Ammons - sassofono tenore (tranne nel brano: Strollin')
- Jack McDuff - organo
- Harold Vick - sassofono tenore
- Eddie Diehl - chitarra
- Joe Dukes - batteria